# Ophiosteira bullivanti
Ophiosteira bullivanti is een slangster uit de familie Ophiuridae.
De wetenschappelijke naam van de soort werd in 1961 gepubliceerd door Howard Barraclough Fell.